# Ehrenkrona
Ehrenkrona eller Ehrencrona är en svensk adelssläkt. Före adlandet 1675 hette familjemedlemmarna Gammal och Hammarin. Släkten blev friherrlig 1731 och introducerades på Riddarhuset 1743 som nr 210.
Ätten är indelad i två grenar, den äldre och den yngre. Den äldre ättens stamfader var Johan Olofsson Gammal, borgmästare 1634 i Gävle. Hans son Olof var häradshövding och adlades 1675 av Karl XI under namnet Gammal Ehrencron, och introducerades på nummer 879. Han avled barnlös och hans, alltså den äldre ättegrenen, slöts med hans död.
Samtidigt som han adlades, adlades också hans systersöner. Deras raka fäderne kan spåras till en bonde i Ovansjö[källa behövs] vars söner antog namnet Hammarin, nämligen överhovpredikanten Samuel Hammarinus och kyrkoherden Ericus Benedicti Hammarinus.
Samuel Hammarinus (som givit namn till Mäster Samuelsgatan i Stockholm) gifte sig med Maria Catharina Karckman, vars far var rådman i Stockholm. Deras söner adlades med namnet Hammarberg och Hammarfelt.
Ericus Benedicti Hammarinus var gift med Barbara Gammal, som var dotter till den förut nämnde borgmästaren i Gävle Johan Olofsson Gammal. Deras båda söner Samuel och Eric adlades samtidigt som sin morbror på namnet Ehrenkrona och nummer 879.
Samuel Ehrenkrona (1647–1693) var häradshövding och gift med sin styvkusin Elisabeth Beata Hulthenia, vars far Johan Nilsson Hulthenius var assessor i Göta hovrätt. Deras andre son, landshövding Eric Ehrenkrona (1673–1737) upphöjdes av Fredrik I till friherre år 1731. Han var gift med Helena Ehrenbjelke, dotter till assessorn Paul Ehrenbjelke och Margareta Svinfot. Deras söner introducerades på friherrligt nummer 210 år 1743. Den fortlevande friherrliga ätten härstammar från kammarrådet Samuel Gammal Ehrenkrona som var gift med friherrinnan Elsa Regina von Schwerin, dotter till generalmajor Claus Philip von Schwerin och friherrinnan Maria Johanna Burensköld från Bureätten.
Den adliga ätten nummer 879 slocknade på svärdssidan 1917, men den friherrliga ätten nummer 210 är fortlevande.

## Vapensköld
| ”                                      | En skiöld fördeld genom ett svart kors uti fyra delar, och mitt uppå korsett eller fördelningen dess förra adeliga stam vapn, som är en skiöld, genom ett tvärstrek uti 2:ne lika fält afdeld, varandes det öfversta af guld, zirat med en crona af silfver, genom hvilken 2:ne palmquistar korsvis trädde äro. Uti det understa fäldtet af silfver visa sig trenne röda törnerosor i neder vänd triangell rangerade. Af sielfva friherrliga vapnet är det första fäldtet blått, hvarutinnan 3:ne femuddige stiernor af silfver, 2 och 1 rangerade. I det andra fältet af silfver står öfverdehlen af en vildman, hållandes i händerna framför bröstet en crona af guld. Uti det 3:die fältet, som är af guld, står ett upprest blått leijon. Det 4:de fäldtet är rödt, hvarutinnan 2:ne faser eller bielkar af silfver ligga. Ofvan på skölden stå 2:ne öpne torner hielmar med en friherrlig crona emellan och en på hvardera hielmen. Utur den högra hielm cronan upstår öfverdelen af en vildman, som en gran i vänstra (handen) håller, hvars stam på hielm kronan sig stödjer. Utur den vänstra upstiger öfverdelen af ett blått leijon, som håller emellan ramarne en lozang, chargerad med en billet af silfver. Löfvärcket är af guld, silfver, blått och rödt, och äro 2:ne emot skiölden seende vilde män med klubbor på axlarne tenans af vapnet. Aldeles som det samma här med sina egentelige färgor afmålat finnes. | „ |
| – Sköldebrevsavskrifter, 11 A:35, RHA. | |   |